# Nirra Fields
Nirra Fields (3 de dezembro de 1993) é uma basquetebolista profissional canadense.

## Carreira
Nirra Fields integrou a Seleção Canadense de Basquetebol Feminino, na Rio 2016, terminando na sétima colocação.